# Gastrancistrus pantnagarensis
Gastrancistrus pantnagarensis is een vliesvleugelig insect uit de familie Pteromalidae. De wetenschappelijke naam is voor het eerst geldig gepubliceerd in 2007 door Gupta & Khan.